# Jules Didier
Jules Didier (Parigi, 26 maggio 1831 – Parigi, 23 aprile 1914) è stato un pittore e litografo francese.

## Biografia
Jules Didier entrò all'École des beaux-arts di Parigi l'8 aprile 1852 e fu assegnato agli ateliers di Léon Cogniet e di Jules Laurens. Al termine degli studi, nel 1857, vinse il Prix de Rome nella categoria del paesaggio storico con il quadro Jésus et la Samaritaine.
Didier espose al "Salon de Paris" a partire dal 1853 e fu premiato con alcune medaglie nel 1866 e nel 1869.
Morì a Parigi a 83 anni, nel 1914.

## Opere

### Opere principali esposte al Salon
- Le lithographe, studio, Salon del 1853
- Portrait de M. J. L., Salon del 1855
- Une rue de Marlotte (Seine-et-Marne), Salon del 1857
- Halte chez les nègres du Soudan oriental, dans la région des sources du Nil, Salon del 1857
- Ravageot, Salon del 1857
- Horace, enfant, égaré dans la campagne et retrouvé par les bergers, Salon del 1863
- Une défaite, Salon del 1863
- Bois sacré, Salon del 1863
- Troupeau de bœufs romains passant un gué dans la campagne de Rome, Salon del 1864
- La Trida, battage du blé dans la campagne de Rome, près du mont Soracte, Salon del 1865
- Bord du lac Trasimène (Italie), Salon del 1866
- Labourage sur les ruines d'Ostie, campagne de Rome,[1] Salon del 1866, riesposto nel 1867, conservato nel Museo d'arte moderna e contemporanea di Strasburgo.

### Altre opere
In collaborazione con Jacques Guiaud :

- Départ de Gambetta pour Tours sul "Ballon monté"
- Chronologie du siège de Paris (1870-1871) - 7 octobre 1870, de la Place Saint-Pierre a Montmartre, conservato nel Museo Carnavalet.[2]

## Allievi
- Lucien Simon

## Galleria d'immagini

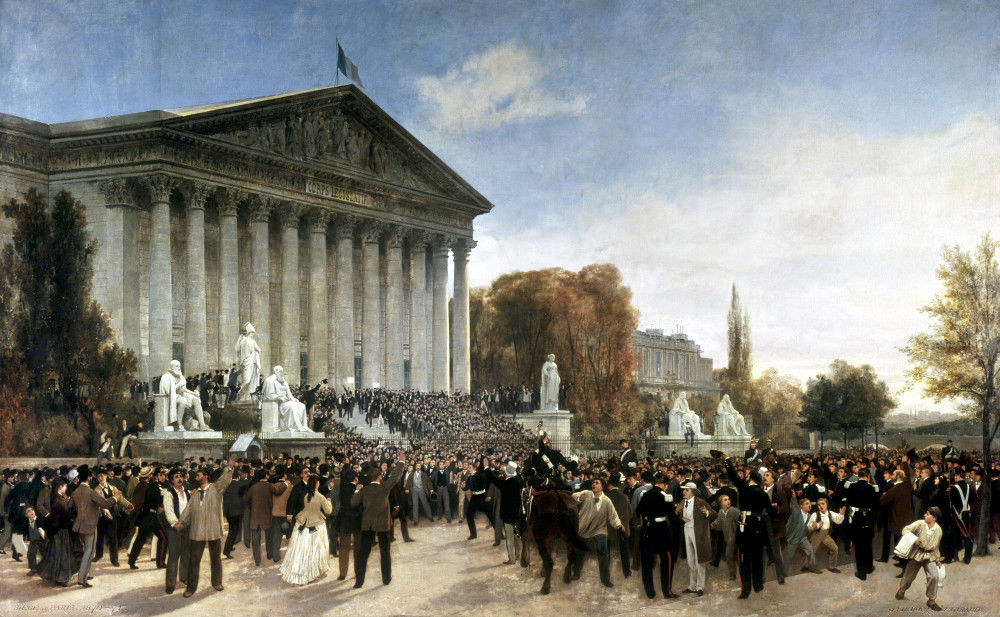
Il palazzo del Corpo legislativo, 1870
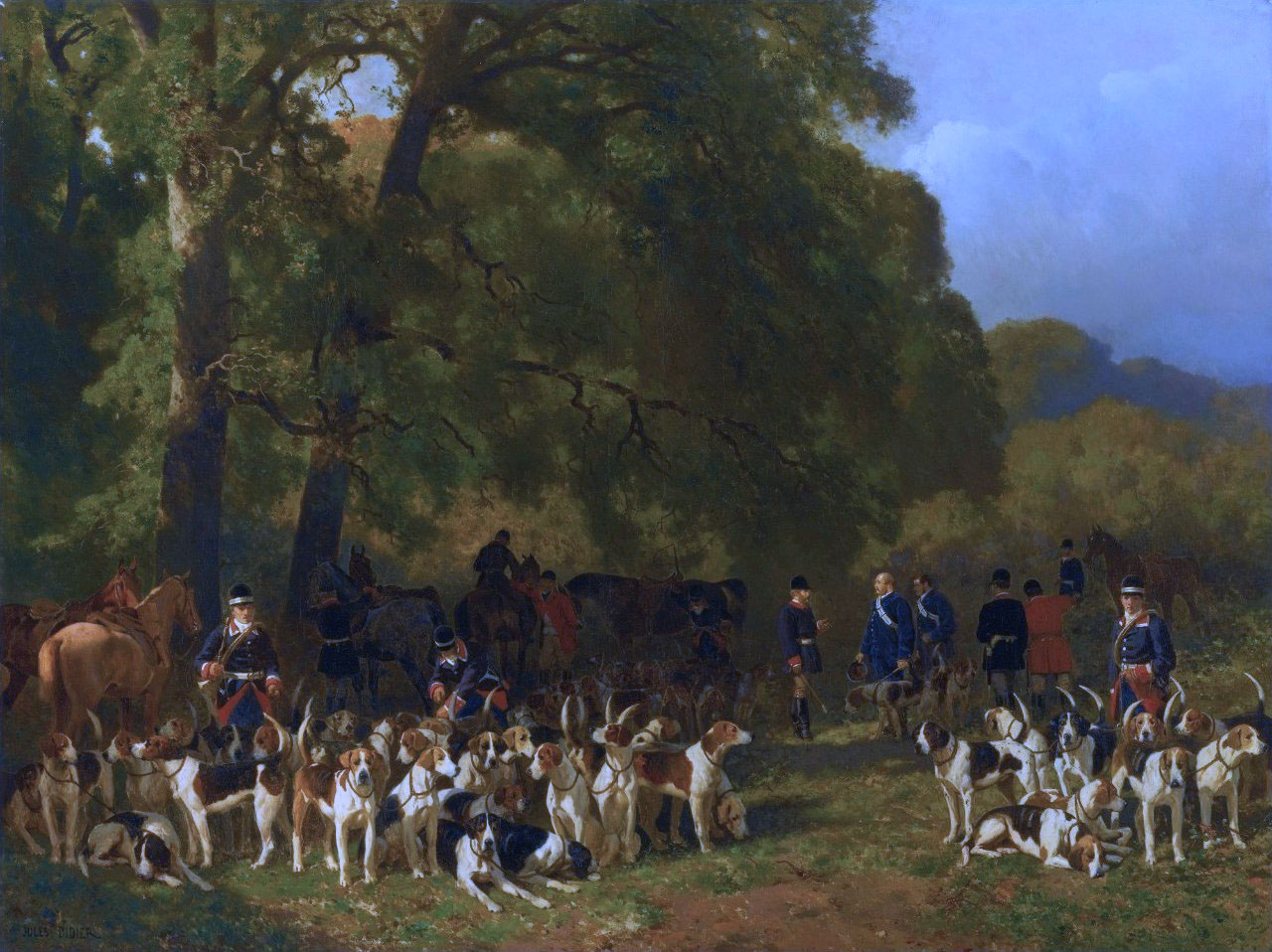
La partenza per la caccia
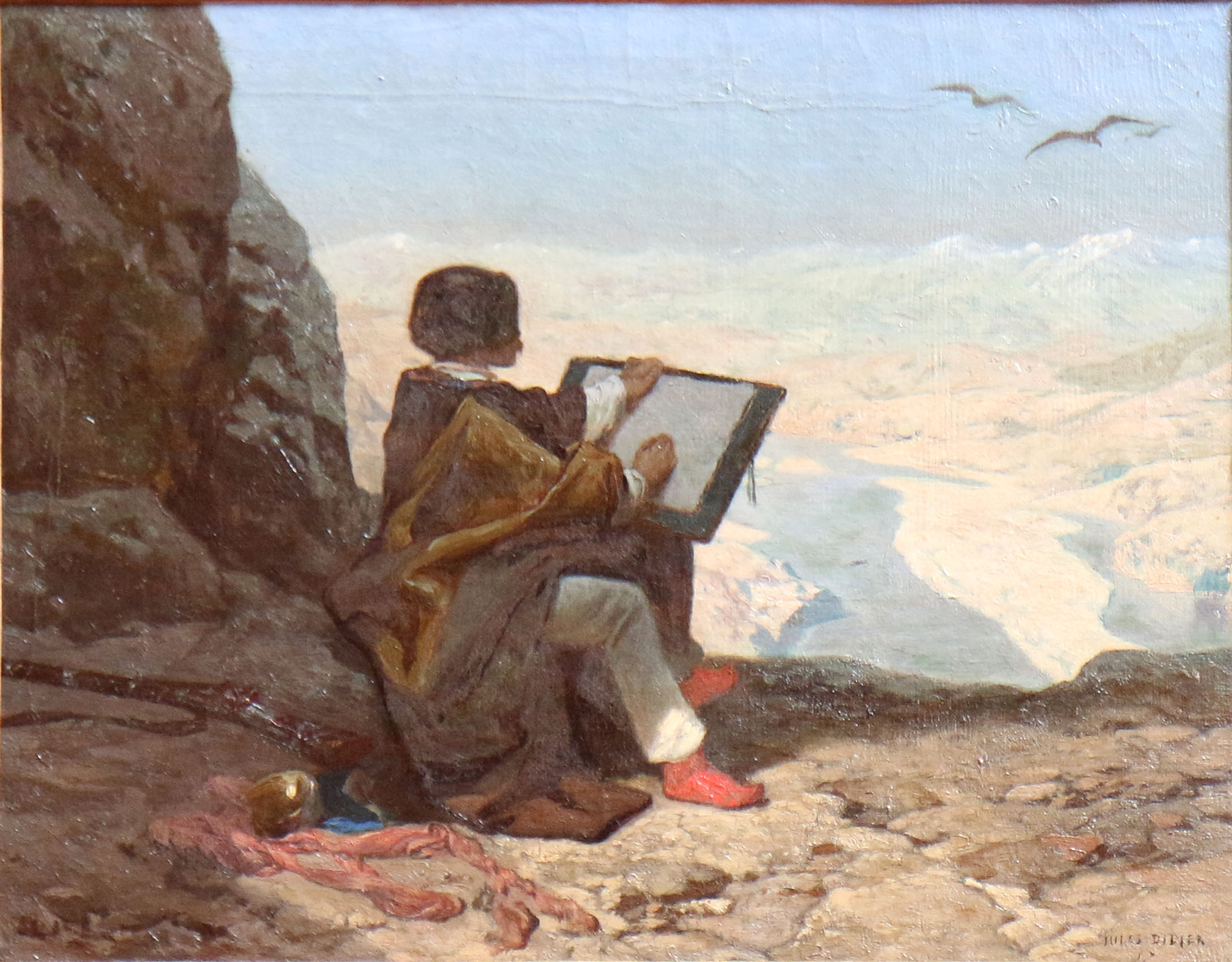
In vista dell'Eufrate
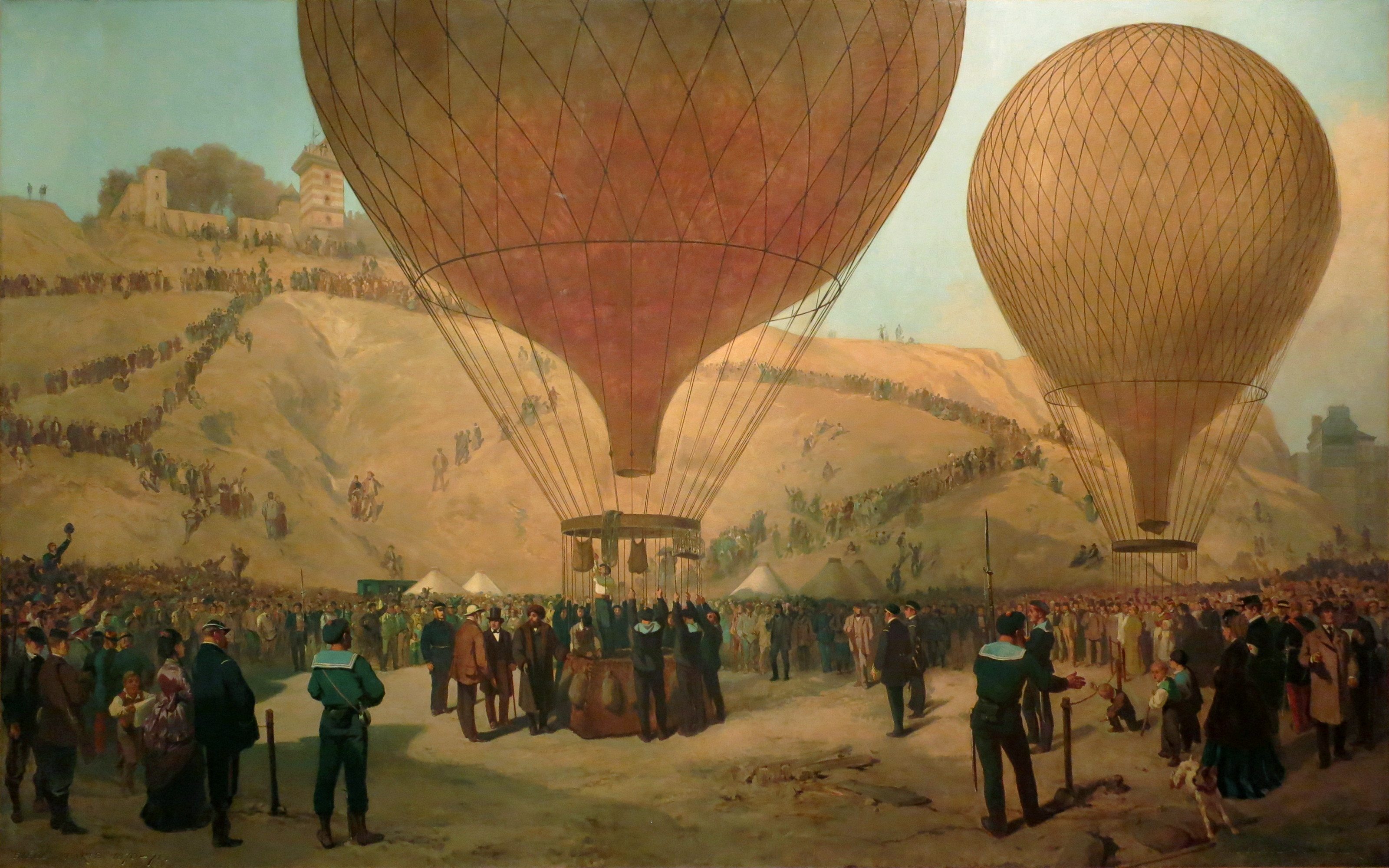
Partenza di Barbetta in pallone, 1870